# Kreis Veszprém
Veszprém (ungarisch Veszprémi járás) ist ein Binnenkreis im Zentrum des ungarischen Komitats Veszprém. Er grenzt im Süden beginnend im Uhrzeigersinn an folgende Kreise: Balatonfüred, Tapolca, Ajka, Pápa, Zirc, Várpalota und Balatonalmádi.

## Geschichte
Zum Jahresbeginn 2013 wurden im Zuge der ungarischen Verwaltungsreform 17 der 20 Gemeinden des Kleingebiets Veszprém (ungarisch Veszprémi kistérség) vom gleichnamigen Nachfolgekreis übernommen. Die anderen drei Gemeinden gelangten in den Kreis Balatonalmádi (Gemeinden Királyszentistván und Papkeszi) bzw. zum Kreis Várpalota (Gemeinde Vilonya). Verstärkt wurde der Kreis noch durch zwei weitere Gemeinden.

## Gemeindeübersicht
Der Kreis Veszprém hat eine durchschnittliche Gemeindegröße von 4.303 Einwohnern auf einer Fläche von 33,14 Quadratkilometern. Ohne die Kreisstadt verringern sich diese Werte auf 1.187 Ew. bzw. 27,93 km².  Der bevölkerungsreichste Kreis hat auch die höchste Bevölkerungsdichte im Komitat.

Der Kreissitz befindet sich in der größten Stadt, Veszprém, nahezu in der Kreismitte gelegen. Die Stadt ist zugleich Sitz des gleichnamigen Komitats und verfügt über die Rechte eines Komitats (ungarisch Megyei jogú város).
| 19 Gemeinden        | Status   | Herkunft Kleingebiet | Einwohnerzahl | Einwohnerzahl | Einwohnerzahl | Fläche (km²) | Bevölkerungs- dichte (Ew./km²) |
| 19 Gemeinden        | Status   | Herkunft Kleingebiet | 01.10.2011    | 01.01.2013    | 01.01.2016    | 01.01.2016   | Bevölkerungs- dichte (Ew./km²) |
| ------------------- | -------- | -------------------- | ------------- | ------------- | ------------- | ------------ | ------------------------------ |
| Bánd                | Gemeinde | Veszprém             | 672           | 665           | 660           | 9,84         | 67,1                           |
| Barnag              | Gemeinde | Veszprém             | 133           | 132           | 124           | 12,01        | 10,3                           |
| Eplény              | Gemeinde | Zirc                 | 525           | 516           | 481           | 8,28         | 58,1                           |
| Hajmáskér           | Gemeinde | Veszprém             | 2.977         | 2.865         | 2.828         | 38,14        | 74,1                           |
| Hárskút             | Gemeinde | Veszprém             | 675           | 689           | 662           | 34,46        | 19,2                           |
| Herend              | Stadt    | Veszprém             | 3.403         | 3.377         | 3.367         | 19,56        | 172,1                          |
| Hidegkút            | Gemeinde | Veszprém             | 416           | 417           | 400           | 13,58        | 29,5                           |
| Márkó               | Gemeinde | Veszprém             | 1.227         | 1.216         | 1.251         | 34,41        | 36,4                           |
| Mencshely           | Gemeinde | Veszprém             | 231           | 239           | 230           | 12,61        | 18,2                           |
| Nagyvázsony         | Gemeinde | Veszprém             | 1.747         | 1.760         | 1.727         | 76,29        | 22,6                           |
| Nemesvámos          | Gemeinde | Veszprém             | 2.622         | 2.627         | 2.664         | 40,78        | 65,3                           |
| Pula                | Gemeinde | Veszprém             | 189           | 195           | 192           | 14,64        | 13,1                           |
| Sóly                | Gemeinde | Veszprém             | 472           | 474           | 479           | 10,28        | 46,6                           |
| Szentgál            | Gemeinde | Veszprém             | 2.741         | 2.762         | 2.736         | 95,02        | 28,8                           |
| Szentkirályszabadja | Gemeinde | Balatonalmádi        | 1.946         | 1.920         | 1.892         | 22,38        | 84,5                           |
| Tótvázsony          | Gemeinde | Veszprém             | 1.254         | 1.297         | 1.322         | 42,51        | 31,1                           |
| Veszprém            | Stadt    | Veszprém             | 61.721        | 60.876        | 60.392        | 126,90       | 475,9                          |
| Veszprémfajsz       | Gemeinde | Veszprém             | 256           | 243           | 259           | 11,74        | 22,1                           |
| Vöröstó             | Gemeinde | Veszprém             | 81            | 83            | 85            | 6,19         | 13,7                           |
| Kreis Veszprém      |          |                      | 83.288        | 82.353        | 81.751        | 629,62       | 129,8                          |